# Dicranota carbo
Dicranota (Paradicranota) carbo là một loài ruồi trong họ Pediciidae. Chúng phân bố ở vùng sinh thái Palearctic.